# IC 4694
IC 4694 ist eine Balken-Spiralgalaxie vom Hubble-Typ SBc im Sternbild Pfau am Südsternhimmel. Sie ist schätzungsweise 120 Millionen Lichtjahre von der Milchstraße entfernt und hat einen Durchmesser von etwa 85.000 Lichtjahren.
Im selben Himmelsareal befinden sich u. a. die Galaxien IC 4686, IC 4687, IC 4689, IC 4692.
Das Objekt wurde am 14. September 1901 von DeLisle Stewart entdeckt.